# La Garnache
La Garnache és un municipi francès situat al departament de Vendée i a la regió de País del Loira. L'any 2007 tenia 4.276 habitants.

## Demografia

### Població
El 2007 la població de fet de La Garnache era de 4.276 persones. Hi havia 1.641 famílies de les quals 336 eren unipersonals (170 homes vivint sols i 166 dones vivint soles), 592 parelles sense fills, 635 parelles amb fills i 78 famílies monoparentals amb fills.
La població ha evolucionat segons el següent gràfic:
Habitants censats

### Habitatges
El 2007 hi havia 1.870 habitatges, 1.665 eren l'habitatge principal de la família, 118 eren segones residències i 87 estaven desocupats. 1.848 eren cases i 19 eren apartaments. Dels 1.665 habitatges principals, 1.327 estaven ocupats pels seus propietaris, 320 estaven llogats i ocupats pels llogaters i 17 estaven cedits a títol gratuït; 4 tenien una cambra, 40 en tenien dues, 273 en tenien tres, 505 en tenien quatre i 842 en tenien cinc o més. 1.352 habitatges disposaven pel capbaix d'una plaça de pàrquing. A 713 habitatges hi havia un automòbil i a 855 n'hi havia dos o més.

### Piràmide de població
La piràmide de població per edats i sexe el 2009 era:
| Homes | Edats   | Dones |
| ----- | ------- | ----- |
| 4     | 95 o +  | 12    |
| 16    | 90 a 94 | 20    |
| 28    | 85 a 89 | 0     |
| 8     | 80 a 84 | 40    |
| 80    | 75 a 79 | 112   |
| 80    | 70 a 74 | 84    |
| 92    | 65 a 69 | 96    |
| 80    | 60 a 64 | 76    |
| 60    | 55 a 59 | 52    |
| 160   | 50 a 54 | 156   |
| 128   | 45 a 49 | 144   |
| 116   | 40 a 44 | 112   |
| 136   | 35 a 39 | 116   |
| 92    | 30 a 34 | 120   |
| 120   | 25 a 29 | 124   |
| 92    | 20 a 24 | 104   |
| 128   | 15 a 19 | 124   |
| 132   | 10 a 14 | 124   |
| 152   | 5 a 9   | 88    |
| 108   | 0 a 4   | 76    |

## Economia
El 2007 la població en edat de treballar era de 2.718 persones, 2.118 eren actives i 600 eren inactives. De les 2.118 persones actives 1.936 estaven ocupades (1.071 homes i 865 dones) i 182 estaven aturades (62 homes i 120 dones). De les 600 persones inactives 239 estaven jubilades, 162 estaven estudiant i 199 estaven classificades com a «altres inactius».

### Ingressos
El 2009 a La Garnache hi havia 1.726 unitats fiscals que integraven 4.436,5 persones, la mediana anual d'ingressos fiscals per persona era de 16.979 €.

### Activitats econòmiques
Dels 192 establiments que hi havia el 2007, 5 eren d'empreses extractives, 4 d'empreses alimentàries, 3 d'empreses de fabricació de material elèctric, 16 d'empreses de fabricació d'altres productes industrials, 55 d'empreses de construcció, 23 d'empreses de comerç i reparació d'automòbils, 8 d'empreses de transport, 7 d'empreses d'hostatgeria i restauració, 4 d'empreses d'informació i comunicació, 9 d'empreses financeres, 6 d'empreses immobiliàries, 17 d'empreses de serveis, 18 d'entitats de l'administració pública i 17 d'empreses classificades com a «altres activitats de serveis».
Dels 75 establiments de servei als particulars que hi havia el 2009, 1 era una oficina de correu, 2 oficines bancàries, 2 funeràries, 6 tallers de reparació d'automòbils i de material agrícola, 1 establiment de lloguer de cotxes, 1 autoescola, 11 paletes, 7 guixaires pintors, 16 fusteries, 6 lampisteries, 7 electricistes, 5 perruqueries, 4 restaurants, 4 agències immobiliàries i 2 salons de bellesa.
Dels 11 establiments comercials que hi havia el 2009, 2 eren botigues de més de 120 m², 2 fleques, 1 una carnisseria, 1 una llibreria, 2 botigues de roba, 1 una botiga d'electrodomèstics, 1 una botiga de mobles i 1 una floristeria.
L'any 2000 a La Garnache hi havia 86 explotacions agrícoles que ocupaven un total de 3.456 hectàrees.

## Equipaments sanitaris i escolars
El 2009 hi havia 1 farmàcia i 1 ambulància.
El 2009 hi havia 1 escola maternal i 3 escoles elementals.

## Poblacions més properes
El següent diagrama mostra les poblacions més properes.